# Ficus subcongesta
Ficus subcongesta är en mullbärsväxtart som beskrevs av Edred John Henry Corner. Ficus subcongesta ingår i släktet fikonsläktet, och familjen mullbärsväxter. Inga underarter finns listade i Catalogue of Life.